# 제67회 NHK 홍백가합전
《제67회 NHK 홍백가합전》(일본어: 第67回NHK紅白歌合戦 다이로쿠주나나카이에누에이치케이코하쿠우타갓센[*])는 2016년 12월 31일에 방송하는 통산 67회째인 NHK 홍백가합전이다.

## 개요
이번 67회부터 2020년 하계 올림픽 직전 해인 2019년 70회까지의 홍백가합전 테마를 「夢を歌おう(꿈을 노래하자)」로 통일하기로 하였다.

## 사회자
- 종합사회 - 타케타 신이치 아나운서
- 홍조(紅組)사회 - 아리무라 카스미
- 백조(白組)사회 - 아이바 마사키

## 게스트 심사원
- 아키모토 오사무 : 만화가로, 2016년, 만화 『여기는 잘나가는 파출소』가 연재 40주년 및 단행본 200권이 된 것으로 연재종료하였다. 이 공적으로 제 64회 키쿠치칸상을 수상하였다.
- 아라가키 유이 : 2016년 주인공을 맡은 TBS 드라마 『도망치는건 부끄럽지만 도움이 된다』가 대히트를 쳤고, 극중에서 췄던 일명 「恋ダンス」 또한 화제가 되었다.
- 이초 가오리 : 2016년 하계 올림픽 레슬링 여자 58kg급 금메달리스트. 여자개인으로서 최초 4연패를 달성하였고 국민영예상도 받았다.
- 오타니 쇼헤이 : 투수와 타자를 동시에 수행하는, 소위 「二刀流(이도류)」로서, 홋카이도 닛폰햄 파이터스를 2016년 일본 시리즈 우승하는 데에 공헌하였다. 일본 프로 야구 최우수 선수와 사상 최초로 일본 프로 야구 베스트 나인에서 2부문(투수, 지명타자)에 선출되었다.
- 쿠사카리 마사오 : NHK 대하드라마 『사나다마루』에서 사나다 마사유키 역.
- 슌푸테이 쇼타 : NTV 코미디 프로그램 『쇼텐』의 6번째 사회자로 발탁. 2017년에 방영하는 NHK 대하드라마 『여자 성주 나오토라』에서 이마가와 요시모토 역.
- 타카하타 미츠키 : 연속 TV 소설 『아빠 언니』의 여주인공 코하시 츠네코 역.
- 토코로 조지 : 탤런트로, NHK 종합 텔레비전의 교양 프로그램 『所さん!大変ですよ』에 출연.
- 츠지 사에 : 2016년 하계 올림픽 육상 여자 400m 동메달리스트.
- 하기노 고스케 : 2016년 하계 올림픽 수영 남자 400m 혼영에서 일본인 최초 금메달 획득.
- 무라타 사야카 : 소설 『편의점 인간』으로 제 155회 아쿠타가와 류노스케 상을 수상.

## 결과
시청자심사[아카구미(紅組)- 2,527,724표 vs 시로구미(白組)- 4,203,679표]와 회장조사[아카구미- 870표 vs 시로구미- 1,274표]에서 백조가 이김으로서, 백조가 구슬 4개를 얻었다.

게스트 심사원 10명과 고향 심사원의 투표결과[아카구미- 9개 시로구미- 2개]에 따라, 최종적으로 아카구미가 역전하여 우승을 하였다.

## 출장 가수
진한 글씨는 첫 출장을 나타냄.

괄호 안의 숫자는 출장횟수를 나타냄.

### 1부
- 아카구미(紅組) :
  - PUFFY (1) 〈PUFFY 20 周年紅白スペシャル[2]〉
  - E-girls (4) 〈DANCE WITH ME NOW!〉
  - 케야키자카46 (1) 〈サイレントマジョリティー〉
  - miwa (4) 〈結 - ゆい-〉
  - 덴도 요시미 (21) 〈あんたの花道〉
  - 이치카와 유키노 (1) 〈心かさねて〉
  - 코자이 카오리 (19) 〈すき～真田丸スペシャルVer.～〉
  - 시이나 링고 (4) 〈青春の瞬き －FROM NEO TOKYO 2016－〉
  - 아야카 (8) 〈三日月〉
  - 미즈모리 카오리 (14) 〈越後水原～白鳥飛翔～〉
  - 이키모노가카리 (9) 〈SAKURA〉

- 시로구미(白組) :
  - 칸쟈니∞ (5) 〈ズッコケ男道～紅白で夢を歌おう～〉
  - AAA (7) 〈ハリケーン・リリ、ボストン・マリ〉
  - 미야마 히로시 (2) 〈四万十川～けん玉大使編～〉
  - 야마우치 케이스케 (2) 〈流転の波止場～究極の貴公子編～〉
  - Sexy Zone (4) 〈よびすて 紅白 ’16〉
  - 세카이노 오와리 (3) 〈Hey Ho from RPG〉
  - 三代目 J Soul Brothers (5) 〈Welcome to TOKYO〉
  - 후쿠다 코헤이 (3) 〈東京五輪音頭〉
  - 고 히로미 (29) 〈言えないよ〉
  - V6 (3) 〈Smile！メドレー[3]〉
  - 유즈 (7) 〈見上げてごらん夜の星を ～ぼくらのうた～〉

### 2부
- 아카구미(紅組) :
  - 노기자카46 (2) 〈サヨナラの意味〉
  - 시마즈 아야 (3) 〈川の流れのように〉
  - 니시노 카나 (7) 〈Dear Bride〉
  - AI (2) 〈みんながみんな英雄〉
  - AKB48 (9) 〈夢の紅白選抜ＳＰメドレー[4]〉
  - Perfume (9) 〈FLASH〉
  - 오오타케 시노부 (1) 〈愛の讃歌〉
  - 사카모토 후유미 (28) 〈夜桜お七〉
  - 마츠다 세이코 (20) 〈薔薇のように咲いて 桜のように散って〉
  - 다카하시 마리코 (4) 〈ごめんね…〉
  - 우타다 히카루 (1) 〈花束を君に〉
  - 이시카와 사유리 (39) 〈天城越え〉

- 시로구미(白組) :
  - RADWIMPS (1) 〈前前前世 [original ver.]〉
  - 후쿠야마 마사하루 (9) 〈2016 スペシャルメドレー[5]〉
  - RADIO FISH (1) 〈PERFECT HUMAN〉
  - 키리타니 켄타 (1) 〈海の声～みんなの海の声バージョン～〉
  - 이츠키 히로시 (46) 〈九頭竜川〉
  - KinKi Kids (1) 〈硝子の少年〉
  - 호시노 겐 (2) 〈恋〉
  - TOKIO (23) 〈宙船（そらふね）〉
  - X JAPAN (7) 〈紅〉
  - THE YELLOW MONKEY (1) 〈JAM〉
  - 히카와 키요시 (17) 〈白雲の城〉
  - 아라시 (8) 〈嵐× 紅白スペシャルメドレー[6]〉